# Mabel's Married Life
Mabel's Married Life, conocida en español como Charlot en la vida conyugal es una película de cine estadounidense  estrenada el 20 de junio de 1914 con la dirección y actuación de Charles Chaplin y Mabel Normand.

## Reparto
- Charles Chaplin - Esposo de Mabel
- Mabel Normand - Mabel
- Mack Swain - Wellington
- Eva Nelson - Esposa de Wellington
- Hank Mann - Matón
- Charles Murray - Hombre en el bar
- Harry McCoy - Hombre en el bar
- Wallace MacDonald - Mandadero
- Al St. John - Mandadero

## Sinopsis
Mabel llega a casa después de haber sido humillada por un matón al que su esposo no peleará. El marido va a emborracharse a un bar. Mabel entretanto consigue un manequín para que su marido se entrene en el boxeo. Al retornar a casa, el esposo ebrio confunde el manequín por un inoportuno y le invita a salir. Final feliz con reconciliación. 
.

## Crítica
La película busca, sobre todo, el lucimiento de Mabel Normand, quien hace algunas escenas finas y divertidas, en especial aquella en la cual imita el caminar de Charlot para mostrarle lo que piensa de él. Charlot lleva sombrero de copa. Es una de las primeras películas donde el personaje es consciente de su debilidad y la asume, lo que en el caso se muestra, dentro de una actuación menos precipitada que de costumbre, con su diálogo mudo con el manequín.